# Przyroda w Wałbrzychu

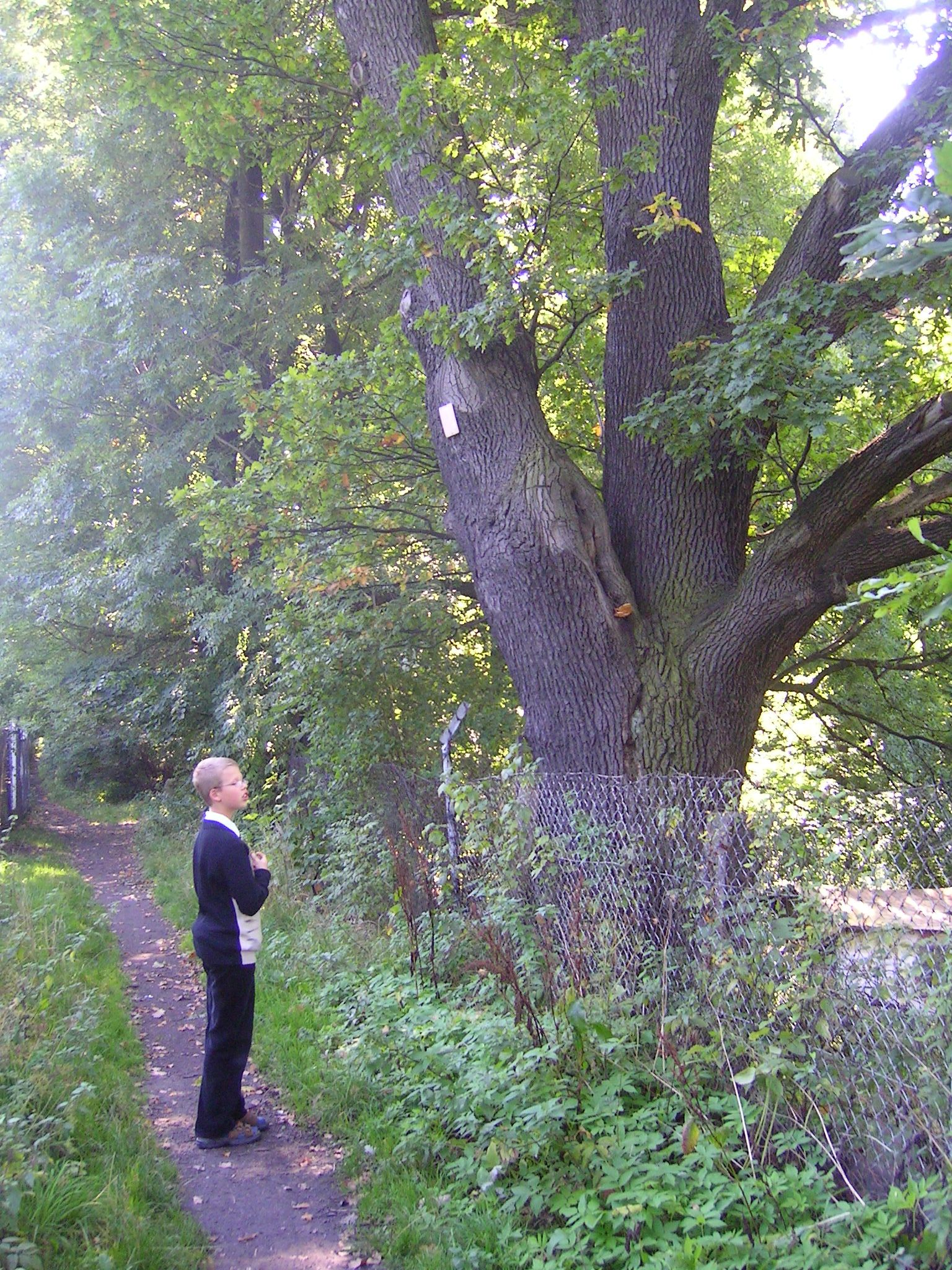
Dąb szypułkowy przy ul. Kujawskiej – Pomnik przyrody

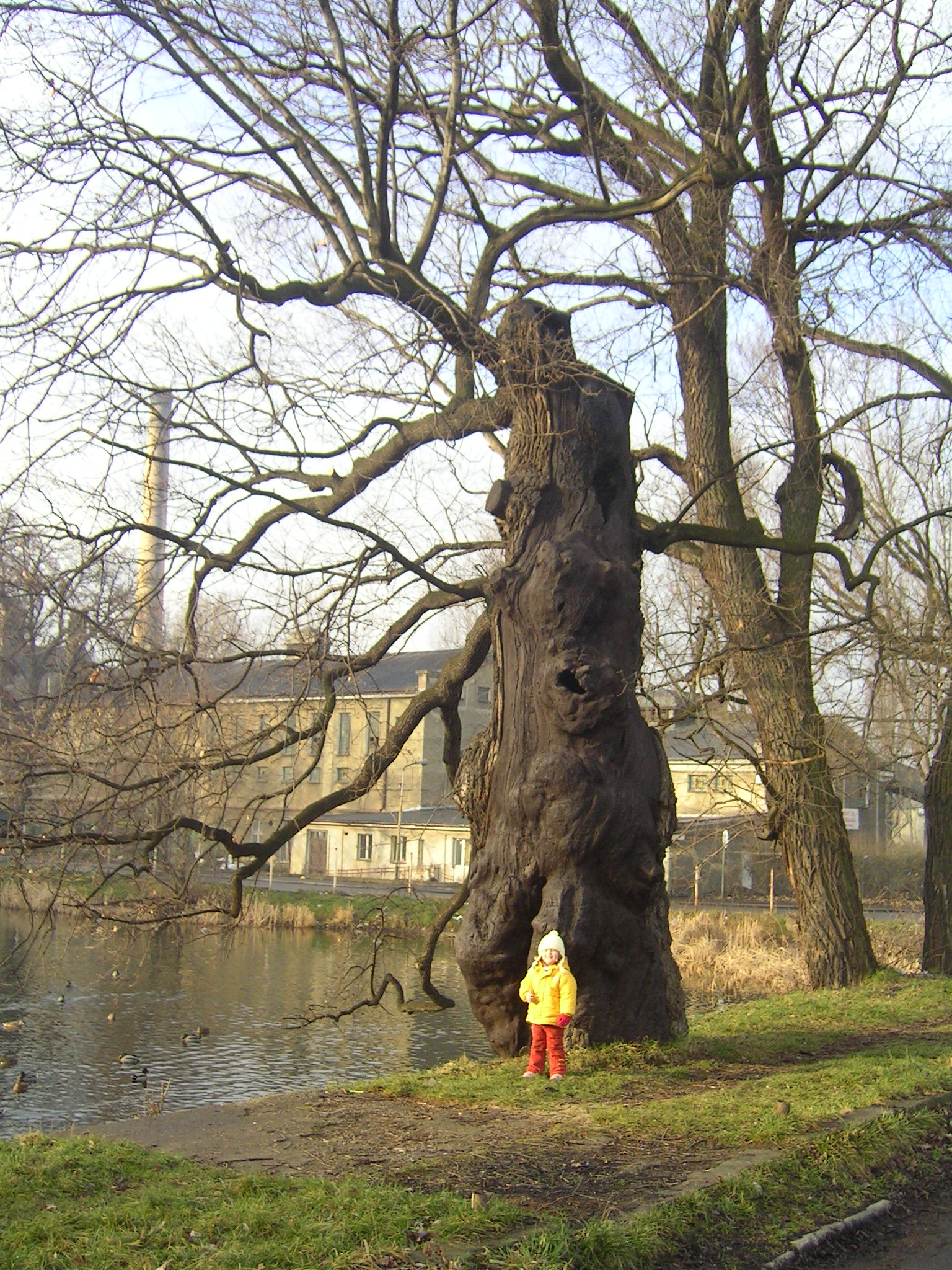
Dąb szypułkowy "Chwalibóg" przy ul. Ceglanej – Pomnik przyrody

Przyroda Wałbrzycha odradza się po zniszczeniach i zaniedbaniach spowodowanych przez rabunkową gospodarkę przemysłową. Obecnie po ponad 10 latach od upadku dolnośląskiego zagłębia węglowego Wałbrzych jest miastem zielonym. Na jego terenie istnieje 7 parków miejskich (w tym największy Książański Park Krajobrazowy).

## Wody na terenie miasta
Najdłuższym potokiem przepływającym przez obszar miasta jest Pełcznica, którą ongiś zwano w dolnym biegu Błotnią, natomiast w górnym Ogorzelcem. Wypływa ona ze Srebrnego Źródła ze szczytu Borowa i przepływa ponad 18 km przez Wałbrzych. Innymi potokami płynącymi przez obszar Wałbrzycha są:
- Ogorzelec – lewy dopływ Pełcznicy, płynie z Glinika Starego, posiada długość 2,2 km
- Szczawnik – razem z Potokiem Konradowskim płynie na długości 9 km
- Poniatówka – razem ze swoimi trzema dopływami mierzy 10,1 km
- Sobięcinka – przepływa na długości 3,4 km
- Potok Rusinowski – które wije się i meandruje wzdłuż wałbrzyskiej ul. 11 listopada ma długość 4,9 km
- Złotnica – wraz z wszystkimi dopływami mierzy zaledwie 2,6 km

Na terenie Wałbrzycha nie ma większych akwenów ze stojącą wodą, ogólna powierzchnia zbiorników z woda stojącą nie przekracza 0,4 km² co stanowi skromną część powierzchni miejskiej. Na powierzchnię tę składają się głównie pozostałości stawów rybackich, glinianek oraz osadniki zakładów przemysłowych.

## Rezerwaty przyrody
Na obszarze miasta znajduje się rezerwat przyrody Przełomy pod Książem koło Wałbrzycha chroniący przełomowe odcinki rzeki Pełcznicy i strumyka Szczawnik wraz z całą różnorodnością fauny i flory.

## Świat roślinności
W roślinności na terenie miasta możemy wyróżnić dwa piętra:
- Piętro Pogórza – które sięga do wysokości 500 m n.p.m.
- Piętro Regla Dolnego – które sięga do 500 m n.p.m.

Na drzewostan lasów i parków miejskich Wałbrzycha składają się głównie rośliny takie jak:
- Buk,
- Dąb,
- Cis,
- Brzoza,
- Jawor,
- Jodła,
- Jesion,
- Lipa,
- Klon,
- Modrzew,
- Sosna,
- Świerk,

Jednak dominują lasy świerkowe, bukowe i świerkowo-bukowe. Runo lasów i parków poszywa marzanka, bodziszek, szczyr, żywiec, kopytnik pospolity, fiołek leśny, paproć, poziomka, konwalia majowa, zawilec, lilia złotogłów i wiele innych.

### Pomniki przyrody
Na terenie Wałbrzycha poza Książańskim Parkiem Krajobrazowym znajdują się także pomniki przyrody:
1. cis "Bolko"
2. dąb szypułkowy "Chwalibóg"
3. dąb szypułkowy przy ul. Kujawskiej
4. dąb szypułkowy przy ul. Legnickiej 2

Ponadto znajdują się też drzewa nie będące pomnikami lecz posiadające już wymiary, które mogą predysponować je do miana pomnika przyrody.
Na terenie dzielnicy Podzamcze znajdują się głazy narzutowe zaliczone do pomników przyrody nieożywionej.

## Świat zwierząt
Świat zwierzęcy nie jest zbytnio zróżnicowany. Na obszarze miasta nie występuje wiele gatunków. Do ważniejszych grup zwierząt, które bytują na terenie Wałbrzycha zaliczyć można przede wszystkim ptactwo. Są to:
- kos zwyczajny,
- drozd,
- zięba,
- rudzik,
- sikora,
- sójka,
- świstunka,
- pokrzewka,
- kowalik,
- pliszka,
- wróbel,
- dzięcioł,
- gawron,
- wrona,
- kuropatwa,
- jastrząb (gatunek żyjący w peryferyjnych dzielnicach miastach)
- gołąb dziki,
- synogarlica turecka,

Licznie na terenie miasta występują gryzonie polne i leśne takie jak  mysz polna, szczur. Oprócz tego występują gatunki, które prezentują faunę leśną i polną takie jak: zając, łasica, kuna, wiewiórka, sarna, dzik, jeleń. Spotkać można na terenie miasta (a zwłaszcza na przedmieściach) niektóre gady takie jak padalca, żmiję zygzakowatą i zaskrońca.